# Waterloo Hawks
Waterloo Hawks (traducido al español: Halcones de Waterloo) fue un equipo de baloncesto profesional basado en Waterloo (Iowa) que jugó en la NBA desde 1948 hasta 1951. Los Hawks son el único equipo de Iowa que ha jugado en alguna de las cuatro grandes ligas deportivas de Estados Unidos.

## Historia
Los Hawks fueron fundados en 1948, jugando en la NBL. Un año después, la NBL se fusionó con la liga rival BAA, formando la NBA. En la temporada 1949-50, su primera y última en la NBA, los Hawks finalizaron con un balance de 19 victorias y 43 derrotas, terminando sextos en la División Oeste. En la campaña 1950-51, los Hawks se trasladaron a la National Professional Basketball League. El propietario original de la franquicia fue P.L. "Pinkie" George.

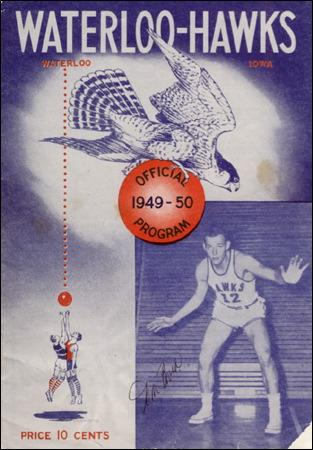
Programa de mano, autografiado por Don Boven.

## Trayectoria
Nota: G: Partidos ganados; P:Partidos perdidos; %:porcentaje de victorias
| Temporada             | G                    | P                    | %                    | Play-offs            | Resultado            |
| Waterloo Hawks (NBL)  | Waterloo Hawks (NBL) | Waterloo Hawks (NBL) | Waterloo Hawks (NBL) | Waterloo Hawks (NBL) | Waterloo Hawks (NBL) |
| --------------------- | -------------------- | -------------------- | -------------------- | -------------------- | -------------------- |
| 1948-49               | 30                   | 32                   | .484                 | N/A                  | N/A                  |
| Waterloo Hawks (NBA)  |                      |                      |                      |                      |                      |
| 1949-50               | 19                   | 43                   | .306                 | N/A                  | N/A                  |
| Waterloo Hawks (NPBL) |                      |                      |                      |                      |                      |
| 1950-51               | 32                   | 24                   | .571                 | N/A                  | N/A                  |

## Entrenadores
- Charley Shipp (Récord 8-27)
- Jack Smiley (Récord 11-16)